# Iglesia de Santa María de la Asunción (Hellín)

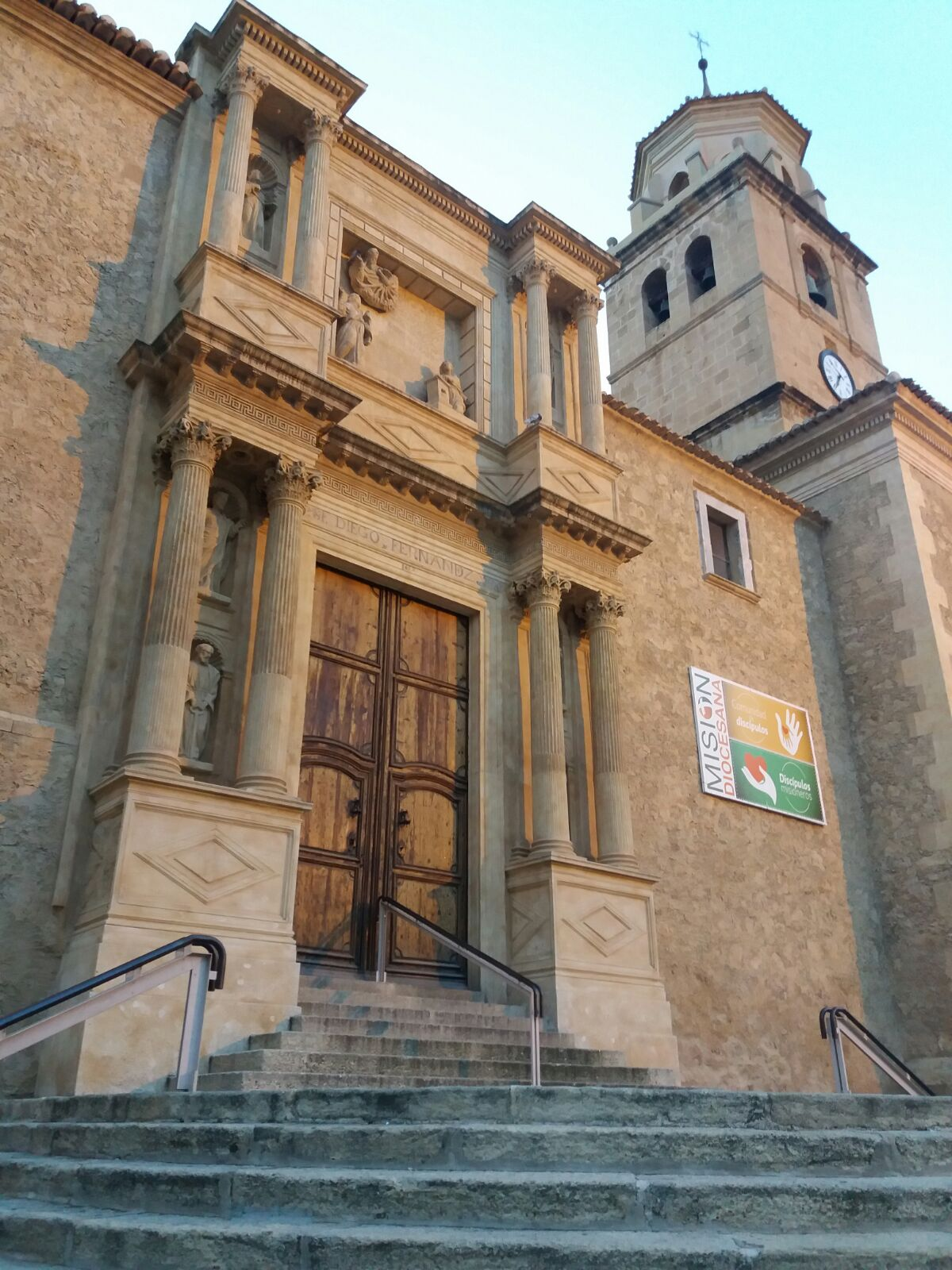
Puerta principal de la Iglesia

La Iglesia Arciprestal de Santa María de la Asunción (Hellín)
es una parroquia del Siglo XVI, sede del Arciprestazgo Campos de Hellín, situada en la denominada “Plaza de la Iglesia”, en la ciudad de Hellín
Fue una de las primeras iglesias de las denominadas "de cantería", y la primera columnaria de la Diócesis de Cartagena.

## Fisonomía
La Parroquia de Santa María de la Asunción es el reflejo del cambio de los modos de construcción de entre el final del Gótico, como por ejemplo los arcos apuntados de las naves laterales, y el inicio del Renacimiento en España.
Exterior

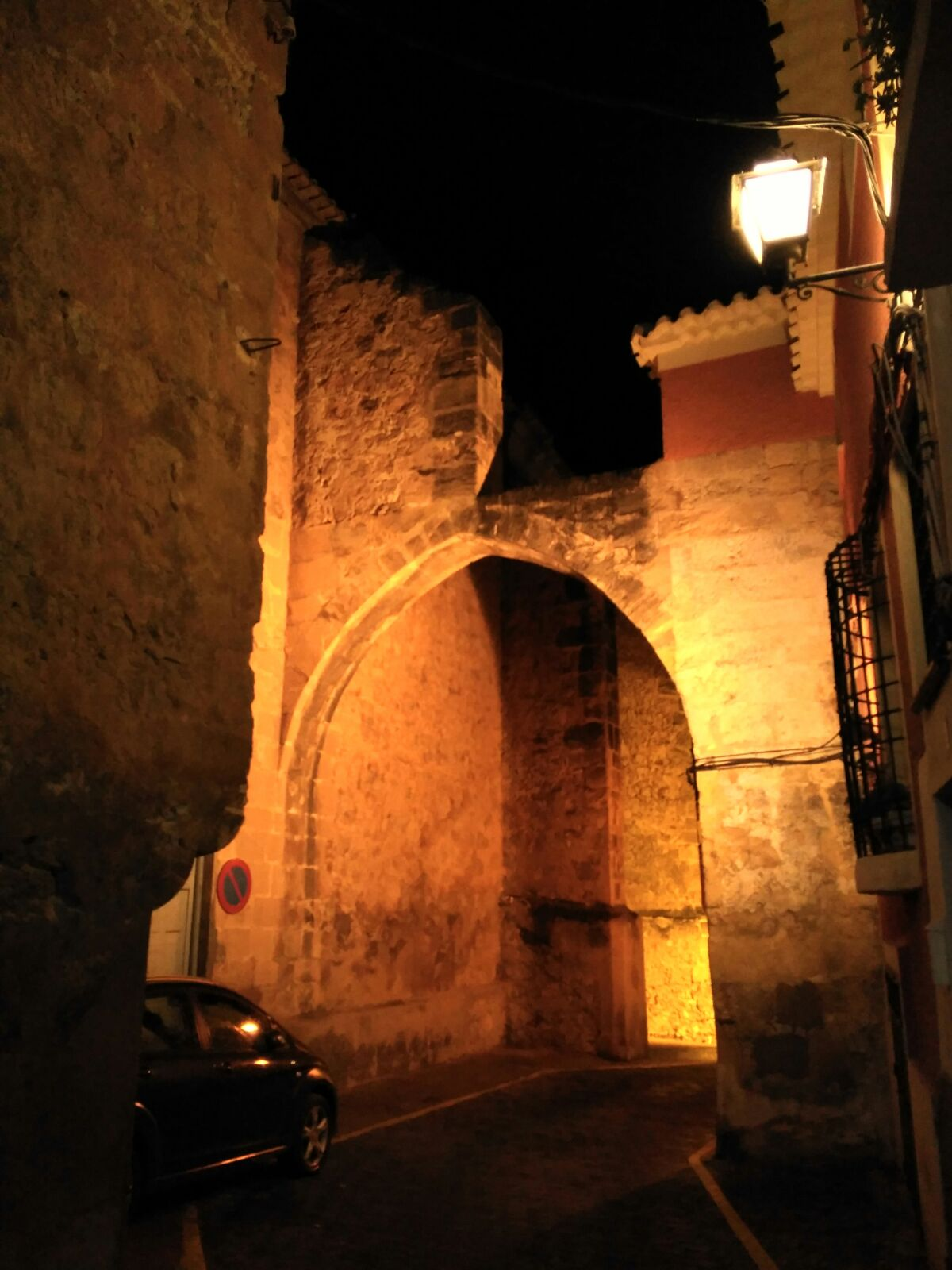
Arco del Salvador (Situado en la parte trasera de la Iglesia)

La fachada es de estilo renacentista, semejante a la realizada en la Catedral de Jaén, y claramente una obra de la escuela de Andrés de Vandelvira. La portada, en forma de retablo, está compuesta por dos cuerpos, superior e inferior. Posee seis hornacinas colocadas entre columnas corintias, con imágenes religiosas. El tema principal es la Anunciación del Ángel a María, que se trata de un grupo escultórico que cuenta con tres imágenes, la Virgen María, el Arcángel Gabriel y en su parte central una alegoría de Dios. Todo este conjunto ocupa la parte superior de la portada.
La escalinata de acceso es obra del arquitecto hellinero Justo Millán Espinosa, levantada a finales del s. XIX.
Interior
El cuerpo general de la Iglesia fue levantado en tres etapas: en un primer momento la cabecera y tramos inmediatos a ella, después el tramo intermedio donde se encuentra la puerta principal, y en una tercera etapa podría situarse la unidad de los pies. Más tarde, fueron construidas las capillas laterales y elementos ornamentados de diferente cronología por los artistas de la generación de Vandelvira. 
A la sede del Arciprestazgo de Hellín, se le quisieron otorgar dimensiones catedralicias, con una estructura basilical tradicional de tres naves, la central más alta y ancha que las laterales, cinco tramos y cabecero poligonal. La iluminación se realiza por medio de dos rosetones de piedra decorados con tracerías flamígeras. Los elementos más característicos de todo el edificio son las columnas cilíndricas, que al llegar a los dos tercios de su altura en el nivel donde deben recibir las cargas de los arcos transversales y de las naves de los lados se introdujo un capitel corrido que solo abraza la mitad del cilindro.
Con el tiempo fueron sumando pequeños detalles del nuevo gusto por las antigüedades romanas, mostrados en parte de la decoración de las capillas donde existía una intensa variedad formal en los elementos que la forman. La capilla más rica e interesante es la del Sagrado Corazón de la que destacan las esculturas de los evangelistas y los detalles escultóricos insertos en los casetones, como son, bustos, ramos de flores o querubines. También es de gran interés la bóveda de la capilla de Nuestra Señora de los Dolores, junto con las de los Ex-cautivos, San Antonio de Padua, la Inmaculada Concepción y la de Nuestra Señora de la Soledad, en donde la cubierta es una cúpula elíptica, con linterna perforada.
Los retablos e imaginería que están en su interior fueron repuestos durante la segunda mitad del s.XX. Destacan algunos pasos procesionales que desfilan por las calles de la ciudad en su Semana Santa.

Portada Vandelviresca s. XVI-XVII

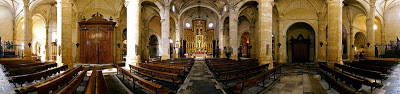
Vista panorámica del Interior de la Iglesia

Es una portada única con el hueco de la entrada adintelado y sin ningún tipo de remate superior, de columnas pareadas que enmarcan los cuerpos son corintias antepuestas a pilastras cajeadas del mismo orden y se elevan sobre pedestales motivo ese que decora todo el basamento del cuerpo superior como reflejo del gusto por lo geométrico que es característico de las obras vandelvirescas.
En los intercolumnios, dos hornacinas aveneradas en el cuerpo inferior y una en la superior, todo de traza sencilla y geométrica, al igual que la decoración de la parte inferior del entablamento entre cada par de columnas